# ردود الفعل العالمية على الحرب على غزة 2008–09

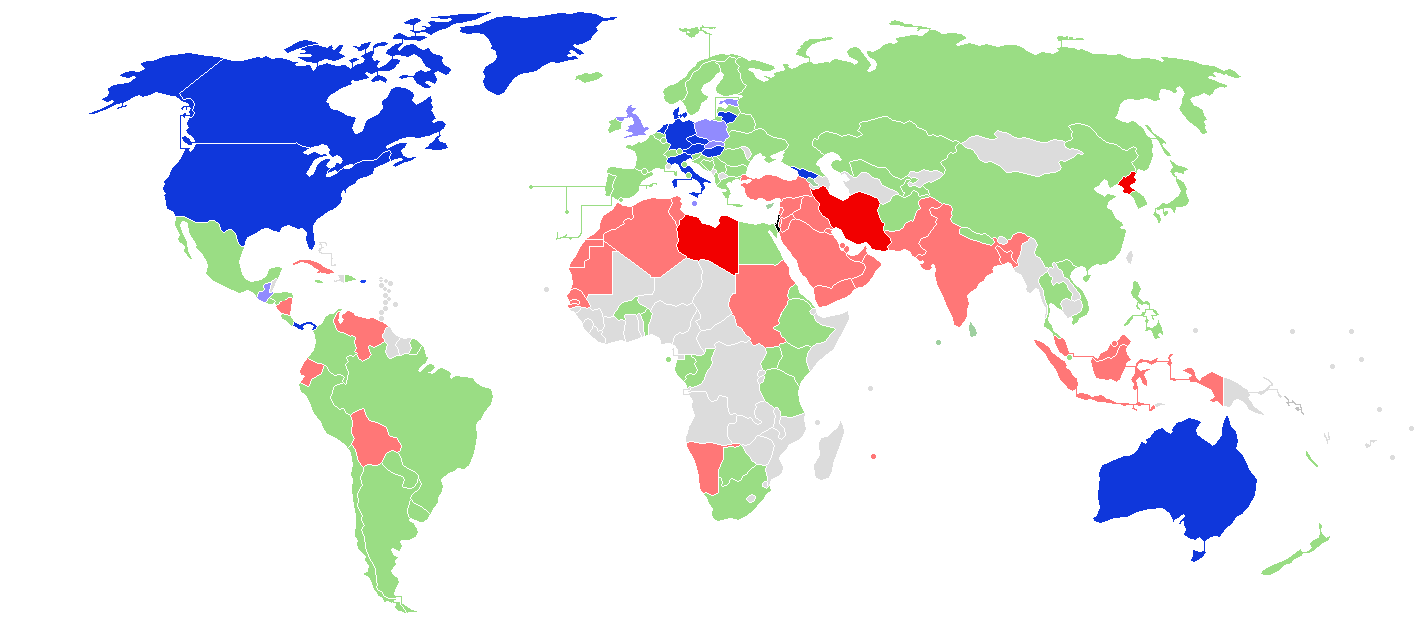
إسرائيل وغزة
الدول التي أيدت الموقف الإسرائيلي، أو أدانت حركة حماس فقط.
دول أدانت الموقف الإسرائيلي.
الدول المحايدة والتي دعت إلى وقف أعمال العنف من الجانبين.
الدول التي لم يصدر عنها مواقف رسمية إزاء الأوضاع في غزة حتى الآن.

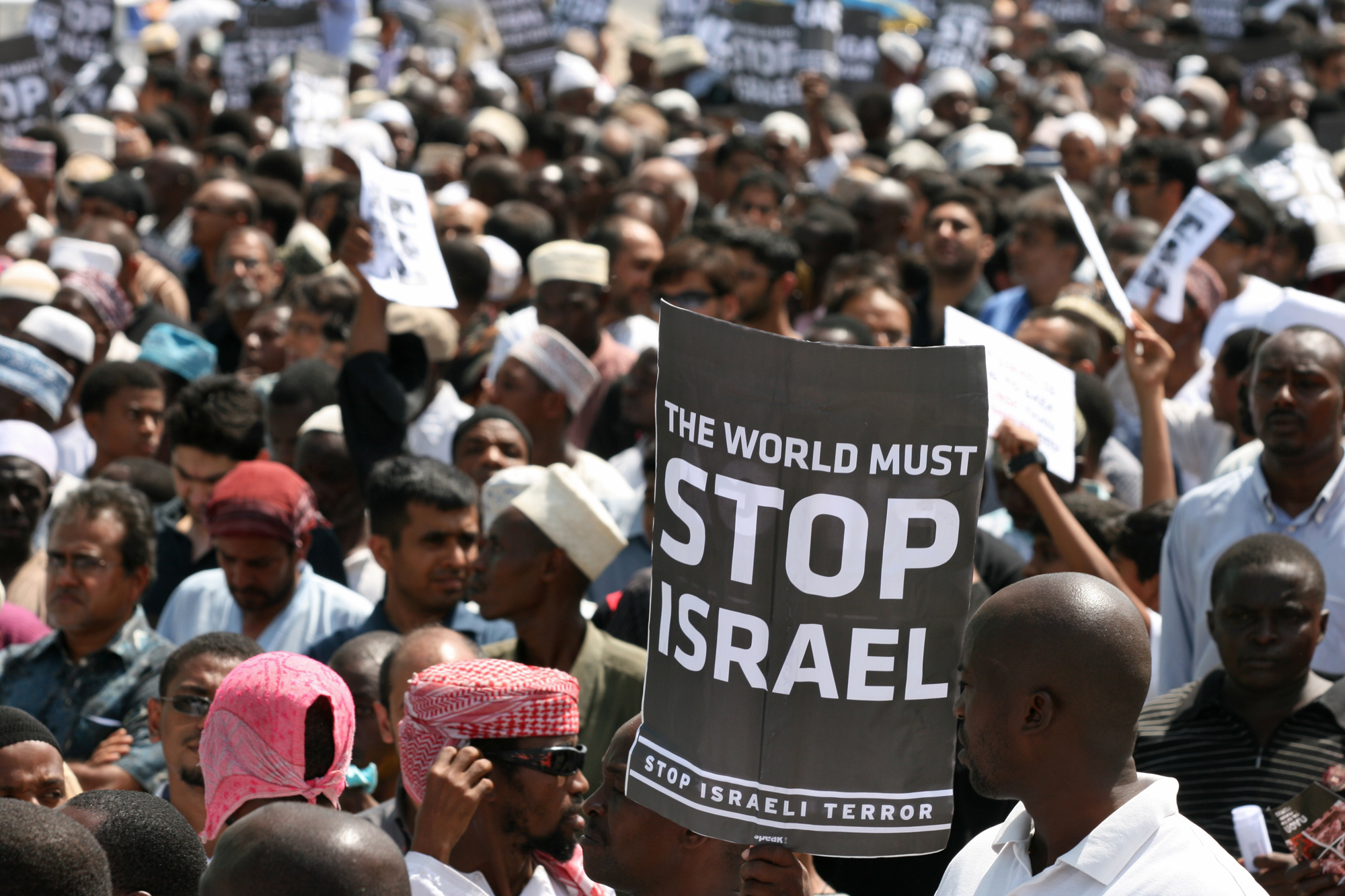
مظاهرة في تنزانيا تندد بالهجوم الإسرائيلي على غزة

صدرت العديد من ردود الفعل بخصوص الهجوم الإسرائيلي على غزة الذي تم في أواخر سنة 2008، تفاوت ردود الفعل هذه من مدين لإسرائيل إلى مدين لحماس إلى مدين لكلا الجانبين.
أخذت ردود الفعل هذه عدة أشكال فمنها كان على مستوى الدول والحكومات ومنها على مستوى المؤسسات والمنظمات الدولية ومنها على مستوى ردود فعل أشخاص مشهورين ومنها على مستوى ردود فعل شعبية من خلال الاعتصامات.

## المساعدات الإنسانية لقطاع غزة

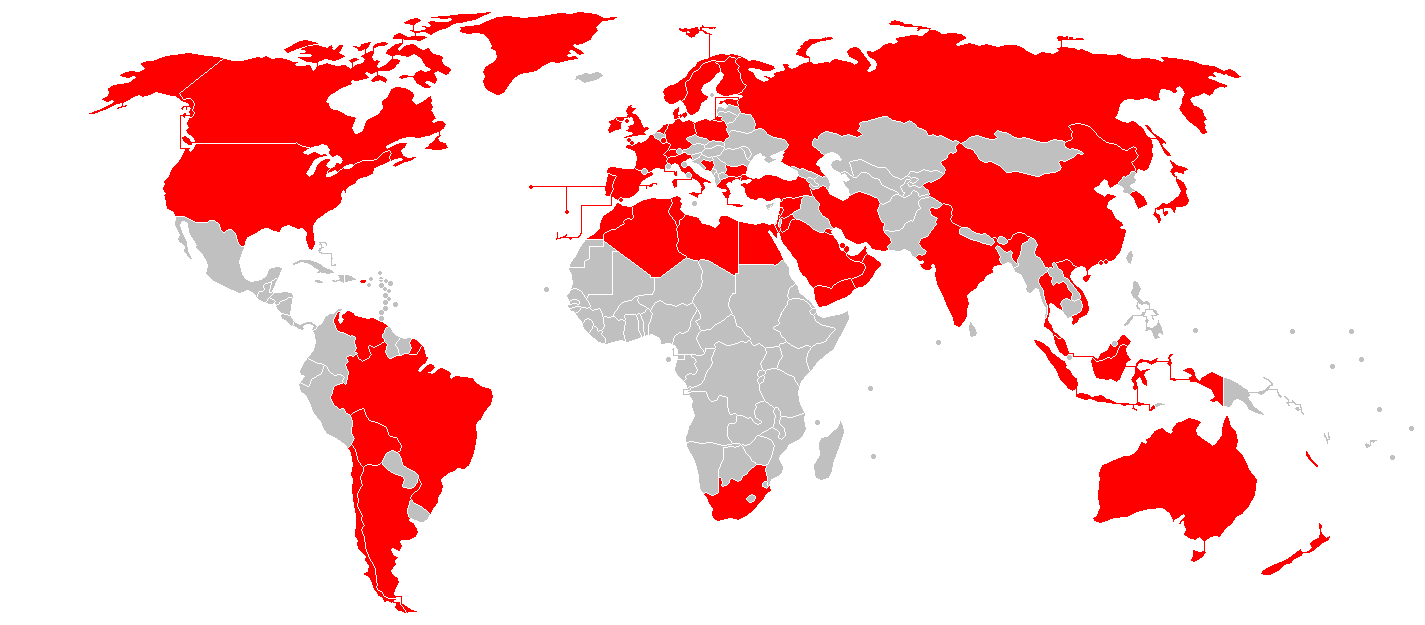
قائمة الدول التي قدمت مساعدات لقطاع غزة.

قامت العديد من دول العالم بتقديم مساعدات عينية ومادية إلى سكان قطاع غزة. وكما أنشأت بعضها جسوراً بحرية أو برية أو جوية لمساعدة إيصال المساعدات إلى الشعب الفلسطيني. وكما ذكرت بعض الدول أنها تنوي المشاركة في إعادة إعمار غزة فور انتهاء الهجوم الإسرائيلي عليها.
- المغرب: قام المغرب بإرسال 63 طن من المساعدات، وهي مقسمة على الشكل التالي, 15 طن من الأدوية و20 طن من الدقيق وثمانية أطنان من السكر وثمانية أطنان من المعدات المنزلية وست أطنان من الحليب و4.5 طن من الجبنة و1.5 طن من الشاي، وقد أرسل أيضا 3000 غطاء لغزة وقد صرح أيضا أنه استقبل 200 جريح فلسطينيا.[1]
- الجزائر: بعد انعقاد مؤتمر الكويت الاقتصادي : منح 200 مليون دولار لإعادة إعمار قطاع غزة.
- السعودية: بعد انعقاد مؤتمر الكويت الاقتصادي : منح مليار دولار لإعادة أعمار قطاع غزة.
- تونس:
- فرنسا:

## ردود فعل الدول والمنظمات الدولية
تنوعت ردود الفعل الصاردة من الدول والمنظمات الدولية بخصوص الهجوم على غزة.

## ردود فعل المنظمات الدولية
| المنظمة                         | رد الفعل |
| ------------------------------- | --- |
| منظمة التعاون الإسلامي          | إسرائيل ترتكب جريمة |
| الاتحاد الأوروبي                | دعا الممثل الأعلى لسياسة الاتحاد الأوروبي الخارجية خافيير سولانا إسرائيل، إلى الوقف الفوري لإطلاق النار. كما جمد الاتحاد الأوروبي محادثاته المتعلقة بتطوير العلاقات مع إسرائيل بسبب الوضع في غزة. |
| الأمم المتحدة                   | أعلن بان كي مون عن بالغ قلقه أزاء أعمال العنف وحمام الدم في غزة. |
| جامعة الدول العربية             | أعلن عمرو موسى الأمين العام لجامعة الدول العربية أن اجتماعا عاجلا سيعقد لتحديد الموقف العربي تجاه هذا العدوان على حد قوله وأن الموقف العربي يجب أن يصدر فورا تجاه التصريحات الإسرائيلية التي تؤكد إن هجوم اليوم مجرد بداية، مضيفا: "نحن اليوم أمام اعتداءات خطط لها بعناية". |
| اتحاد المغرب العربي             | دعا وزراء خارجية دول اتحاد المغرب العربي في اجتماع تشاوري لهم الثلاثاء في العاصمة الليبية طرابلس إلى وضع حد للهجوم الإسرائيلي على قطاع غزة. مؤكدين على "ضرورة وقف الهجوم على الشعب الفلسطيني في غزة والاستمرار في تقديم المساعدات بكل أنواعها إلى غزة". |
| الاتحاد العالمي لعلماء المسلمين | أصدر بياناً يندد فيه بالهجوم ويدعو المسلمين للوقوف إلى جانب إخوتهم في غزة. |
| مجلس التعاون الخليجي            | طالب قادة مجلس التعاون الخليجي بإنهاء الهجوم الإسرائيلي. |
| تنظيم القاعدة                   | في تسجيل صوتي وصف الرجل الثاني في التنظيم أيمن الظواهري العمليات العسكرية بأنها "هدية" من الرئيس الأمريكي المنتخب باراك أوباما يقدمها إلى الشعب الفلسطيني قبل أن يتولى مهام منصبه يوم 20 يناير 2009، داعياً إلى مهاجمة أهدف إسرائيلية وأمريكية في أي مكان بالعالم رداً على الهجمات الإسرائيلية. كذلك حمل الظواهري بشدة على قادة دول عربية، وبالأخص الرئيس المصري محمد حسني مبارك، متهماً إياهم بالتواطؤ في "الحملة الصهيونية الصليبية" التي تدور في غزة. |

### ردود فعل الدول
| الدولة          | رد الفعل |
| --------------- | --- |
| مصر             | أدان نواب مجلس الشعب والحزب الوطني الحاكم ونوابه في مجلس الشعب العدوان الإسرائيلي الوحشي وأتهام إسرائيل بارتكاب جرائم حرب كما حملت مصر حركه حماس مسؤليه الوصول لهذا الوضع. كما ذكرت وكالات الانباء وشهود عيان أن الحكومة المصرية تمنع نقل الجرحى الغزاويين إلى مصر ولكن سرعان ماتم فتح المعبر ونقل المرضى وتتدفق المساعدات بعد أن كان المعبر مغلق لعده ساعات في بدايه الحرب |
| الأردن          | أدان الملك الأردني الهجوم الإسرائيلي وطالب المجتمع الدولي بتحمل مسؤولياته تجاه الشعب الفلسطيني. 1. الأمير الحسن بن طلال في رسالة إلى الجزيرة نت بتاريخ 28 ديسمبر 2008 (بعد يوم واحد من بدء العملية) يقول : متى ستتوافر فرصة في أرض فلسطين ولأهل فلسطين ليعيشوا أعياداً بلا دماء؟! 2. نواب أردنيون: قاموا في جلسة رسمية منعقدة لمجلس النواب اليوم 29 ديسمبر بحرق العلم الإسرائيلي، ورفعت لافتات مطالبة بطرد السفير الإسرائيلي. 3. الملكة رانيا وصفت عقيلة ملك الأردن عبد الله الثاني الملكة رانيا الصمت تجاه ما يجري في غزة بأنه بمثابة "كفر" مؤكدة دعمها وحشدها لكل الطاقات بغية مساعدة المواطنين في غزة وتقديم كل ما يلزم لهم من العون، وقالت الملكة رانيا العبد الله إن ما يحدث في قطاع غزة ليس انتهاكا لحقوق الإنسان فحسب، وإنما خرق وانتهاك لكل القوانين الدولية، وقد دعت إلى توضيح القضية الفلسطينية للغرب |
| السعودية        | دعا الملك السعودي إسرائيل إلى الوقف الفوري للهجوم. |
| اليمن           | رئيس الجمهورية علي عبد الله صالح أدان الهجوم ووصفة بأنه "عدوان بربري". |
| روسيا           | دعت موسكو إسرائيل إلى الوقف الفوري للعملية الواسعة النطاق. |
| فرنسا           | طالب الرئيس الفرنسي نيكولا ساركوزي إلى الوقف الفوري لأعمال العنف في غزة وإسرائيل. |
| المملكة المتحدة | أعلنت لندن أنها قلقة للغاية من الغارات التي يشنها الطيران الإسرائيلي على قطاع غزة. كما قالت الصحف البريطانية أن مذبحة غزة عززت مكانة حماس |
| إيران           | تدين العملية الإسرائيلية في غزة. 1. السيد علي خامنئي:الصمت المطبق لبعض منتحلي الإسلام اشد مصيبة من كارثة غزة في رسالة وجهها الجمعة إلى رئيس وزراء الحكومة الفلسطينية القانونية إسماعيل هنية (2009/01/17 - 19:13) واعتبر سماحته ان هذا الصمود نصر وفخر للمسلمين جميعا، وان استمراره سيزيد هزيمة أخرى إلى هزائم الاحتلال. 1. أحمدي نجاد يوجّه نداء إلى أحرار العالم بشأن كارثة غزة 2. مندوب إيران في جنيف يطالب بعقد اجتماع طارئ لمجلس حقوق الإنسان لبحث مجزرة غزة 3. ترسل غدا الاثنين 2000 طن مساعدات دواء وغذاء إلى غزة 4. رئيس بلديه طهران يبعث برساله تضامن الي رئيس بلديه غزه 5. هاشمي رفسنجاني: الهجوم على غزة مرفوض بكل المعايير 6. علي لاريجاني يطالب اتحاد البرلمانات الإسلامية بمساعدة الفلسطينيين فورا |
| تركيا           | تركيا تدين بشدة الهجوم الإسرائيلي على غزة، ودعا رئيس الوزراء التركي رجب طيب إردوغان المجتمعات الدولية للتدخل من أجل التصدي للعمليات العسكرية الإسرائيلية ضد المدنيين في فلسطين. وأصدرت الخارجية التركية بيان يدين بشدة المجزرة ويدعو لوقفها فورا، وقال إردوغان أن إسرائيل أنزلت ضربة قاصمة على عملية السلام في الشرق الأوسط بقيامها اليوم بالعملية العسكرية على قطاع غزة، وأعتبر أن هذه العملية مساس بحرمة تركيا وقام بتجميد اتصالاته مع رئيس الوزراء الإسرائيلي إيهود أولمرت وقال "ومن الآن وصاعدا فليس هناك داع للقيام بمساع دبلوماسية مع إسرائيل من أجل عملية السلام" كما قال رئيس الوزراء إردوغان أن ما تقوم به إسرائيل هي جرائم ضد الإنسانية، وتساءل قائلا: "لماذا الذين هرولوا سريعا لمساعدة جورجيا هادئون الآن" وجه رئيس الوزراء التركي رجب طيب اردوغات انتقادات لاذعة إلى إسرائيل بسبب حربها في غزة، وطالب بمنعها من دخول الأمم المتحدة لتجاهلها قرار وقف إطلاق النار الصادر عن مجلس الامن. وحث العالم على الا يغض الطرف عن " وحشية" إسرائيل. وقال اردوجان " كيف لبلد يتجاهل تماما ولا ينفذ قرارات مجلس الامن التابع للامم المتحدة، يسمح له بالدخول إلى الأمم المتحدة". |
| اليابان         | في اتصال هاتفي يوم 1 يناير 2009، طالب رئيس الوزراء الياباني تارو أسو نظيره الإسرائيلي إيهود أولمرت بوقف فوري للهجمات الجوية على قطاع غزة. وكان وزير الخارجية الياباني هيروفومي ناكاسوني قد شدد على دعوته لإسرائيل لوقف القصف الجوي على قطاع غزة وضبط النفس معرباً عن بالغ قلقه لإزاء تدهور الوضع هناك. اليابان تدعو إسرائيل لوقف العنف ضد غزة. |
| النرويج         | ريمون يوهانسن مدير وزارة الخارجية النرويجية : أن بلاده تدين الهجمات على غزة بشدة. كما أنها تتابع الوضع عبر الاتصالات الدولية التي تجريها مع كافة الأطراف الفاعلة والمؤثرة في المنطقة. وسوف تقدم مساعدات عاجلة للمؤسسات والمنظمات النرويجية العاملة في المجال الإنساني والطبي من أجل مساعدة سكان القطاع. وأضاف أنه يجب العودة للتهدئة ووقف الهجمات. ورفض مقارنة الهجمات الإسرائليية الكبيرة على غزة بعمليات إطلاق الصواريخ التي تقوم بها المقاومة، لان الفارق بينهما كبير. لكنه أدان أيضاً إطلاق الصواريخ. |
| جمهورية التشيك  | تباينت المواقف السياسة داخل جمهورية التشيك في التعاطي مع العملية الإسرائيلية على قطاع غزة، فبينما أيدت الحكومة هذه العملية معتبرة أن لإسرائيل الحق في الدفاع عن نفسها ضد هجمات حماس، أدانت الأحزاب الشيوعية هذه الهجمات ووصفتها بالبربرية. |
| ألمانيا         | حملت الحكومة الألمانية حركة حماس المسؤولية عن العنف في قطاع غزة، وطالبت الحركة بوقف إطلاق الصواريخ لوقف العمليات العسكرية الإسرائيلية بسرعة. |
| الفاتيكان       | أنكر البابا بينيديكت السادس عشر العنف بين إسرائيل وغزة المسيطر عليها حماس. ودعى كل من هو متورط في هذا الموقف المأساوي في الشرق الأوسط أن يحتكموا إلى الإنسانية والحكمة. |
| الصين           | قال نائب رئيس الوزراء لي كيكيانغ في بيان ان الصين "صدمت وتشعر بالقلق العميق جراء العمليات العسكرية الحالية في غزة. والتي سببت عددا كبيرا من الوفيات والإصابات." ودعا إسرائيل وحماس إلى العمل تجاه السلام قائلا أن كلا الطرفين "يجب أن يحل الخلافات عن طريق الحوار". |
| باكستان         | من ناحيتها دعت باكستان الاثنين (إسرائيل) إلى وقف غاراتها على غزة التي تأتي "بنتائج عكسية" ودعت المجتمع الدولي للالتزام بتسوية سلمية لهذا النزاع. |
| المكسيك         | طالبت المكسيك الأحد بالوقف "الفوري" للعمليات العسكرية الإسرائيلية وعبرت عن "قلقها الشديد حيال عمليات القصف ولاستخدام المفرط للقوة"، كما جاء في بيان اصدرته وزارة الخارجية. |
| أفغانستان       | طالبت أفغانستان الاثنين ب"الوقف الفوري" للغارات الإسرائيلية الدامية على قطاع غزة معتبرة ان عمليات القصف هذه التي "تقتل أبرياء" لا يمكن تبريرها "بدافع وحيد (متعلق) بسياسات حماس". |
| بيرو            | عبرت حكومة بيرو عن قلقها العميق حيال أعمال العنف التي تشهدها الأراضي الفلسطينية في قطاع غزة وطالبت بالوقف الفوري للعمليات العسكرية التي تشنها إسرائيل على القطاع. |
| ماليزيا         | اعتبرت ماليزيا التي تترأس منظمة المؤتمر الإسلامي التحرك العسكري الإسرائيليي في قطاع غزة غير متناسب محذرة من أن ذلك قد يقود إلى كارثة إنسانية. وقال رئيس الوزراء عبد الله أحمد بدوي في بيان بث في وقت متأخر مساء الأحد ان ماليزيا تأسف بشدة لاستخدام إسرائيل الوسائل العسكرية بشكل غير متناسب ضد شعب غزة، مضيفا انه يجب تفادي كارثة إنسانية بشتى السبل. ان العنف يجب أن يتوقف حالا. |
| كندا            | من جهتها حملت كندا مجددا حماس مسؤولية تصعيد العنف في قطاع غزة. وقال وزير الخارجية الكندي لورانس كانون في بيان الأحد ان واقع ان حماس تستهدف عن عمد وباستمرار مدنيين (صهاينة) هو السبب الكامن وراء هذه الأحداث المحزنة. وعبر الوزير الكندي عن قلق كندا الشديد ازاء الوضع وكرر دعوة كندا إلى الهدوء وإلى وقف إطلاق النار وإلى الالتزام بعملية التسوية. وسبق لكندا ان دعت الأحد إلى العودة فورا إلى التهدئة في قطاع غزة لكنها اكدت ان من حق إسرائيل الدفاع عن نفسها من هجمات تستهدف عمدا المدنيين، حسب تعبيره. |
| فنزويلا         | أعلنت فنزويلا أنها قررت طرد السفير الإسرائيلي شلومو كوهين مع ستة من موظفين آخرين تضامناً مع الشعب الفلسطيني، واحتجاجاً على العملية الإسرائيلية على قطاع غزة. كما طالب الرئيس الفنزويلي هوغو شافيز بمحاكمة قادة إسرائيل. كما وصف شافيز الجيش الإسرائيلي بالجبان بسبب عدوانه على قطاع غزة. وكرد من تل أبيب قررت طرد القائم بالأعمال الفنزويلي ردا على طرد سفيرها في كراكاس احتجاجا على العدوان الإسرائيلي على غزة الذي وصفه وزير خارجية فنزويلا بأنه أفظع من الهولوكوست النازي كما قامت بقطع علاقاتها الدبلوماسية مع إسرائيل. |
| بوليفيا         | قامت بقطع علاقاتها الدبلوماسية مع إسرائيل. |
| المغرب          | ندد مجلس المستشارين، أول أمس الثلاثاء، بالهجوم الشرس لقوات الاحتلال الإسرائيلي على سكان قطاع غزة. وقال المجلس إن الهجوم يدخل ضمن "جرائم إبادة الجنس البشري"، ووجه العاهل المغربي نداء لمجلس الأمن، واللجنة الرباعية الدولية، لتحمل مسؤولياتهما من أجل وقف أعمال العنف، والمواصلة الضرورية للحوار والتفاوض بين كل الأطراف المعنية. كما حيى "بحرارة المشاعر الوطنية والقومية للشعب المغربي الوفي، الذي خرج في مسيرات سلمية حاشدة، ووقفات احتجاجية على امتداد ربوع المملكة للتعبير عن تضامنه المطلق، ومساندته غير المشروطة لأهل غزة الصامدين في المحنة، التي يواجهونها ببطولة وشهامة نادرة"، معربا عن اعتزازه بهذه "التحركات، التي تشكل لحظة قوية مفعمة بالمشاعر الوطنية، والإجماع الدائم حول القضية الفلسطينية". وقد أعلن خالد الناصري وزير الاتصال الناطق الرسمي باسم الحكومة، امس الأربعاء، عن إلغاء كل المظاهر الاحتفالية في القنوات العمومية تضامنا مع غزة. |
| ليبيا           | 1. بصفتها عضواً مؤقتاً في مجلس الأمن عرضت ليبيا مشروع قرار يتضمن يتضمن المطالبة بالوقف الفوري للأعمال العسكرية الإسرائيلية على غزة وإدانة واضحة للهجمات العسكرية والاستخدام المفرط للقوة من جانب إسرائيل. 2. تهديد مصر بطرد العمالة المصرية بليبيا مالم تفتح مصر معبر رفح أمام المعونات المتقاطرة إلى المنكوبين. 3. إقامة جسرين جوي وبري لنقل المعونات إلى غزة. |
| سويسرا          | طالبت وزارة الخارجية السويسرية في بيان بضرورة توقف "إطلاق صواريح حماس وكذا العملية العسكرية الإسرائيلية"، مطالبة برفع الحصار عن القطاع وفتح المعابر بشكل دائم. كذلك احتجت سويسرا على قيام إسرائيل بمنع دخول فريق طبي تابع للصليب الأحمر الدولي إلى غزة لتقديم العون. |
| لبنان           | 1. أعلنت الحكومة اللبنانية يوم الأربعاء 31 ديسمبر 2008 حداداً عاماًّ تضامنا مع غزة. وقررت تخصيص مبلغ مليون دولار لمساعدة أهالي القطاع. 2. شن الأمين العام لحزب الله حسن نصرالله مساء الأحد 28 ديسمبر هجوما لاذعا على النظام المصري مطالبا إياها بفتح معبر رفح لفك الحصار عن قطاع غزة وداعيا الشعب المصري إلى "الخروج بالملايين إلى الشارع" لفتح المعبر بالقوة. |
| الجزائر         | اعلان مهرجانات وندوات ثقافية تحت عنوان القدس عاصمة الثقافة العربية تنظيم اسبوع ثقافي فلسطيني بالجزائر كما غادر ثمانية أطباء إلى مصر لنصب مركز صحي جزائري لعلاج جرحى العدوان كما دعا عدد من الأئمة إلى تنظيم تجمع شعبي مظاهرات يوم الجمعة 9 يناير 2009 كما قررت وزارة الشؤون الدينية تقديم مليوني دولار لضحايا غزة حيث ستقطع من زكاة القوت للفقراء والزكاة الموجهة لاستثمارات الشباب. وفي حركة رمزية سيطفئ الجزائريين الكهرباء يوم الجمعة 9 يناير 2009 وإشعال الشموع مع خالص الدعاء للغزاويين |
| سوريا           | أرسلت الحكومة السورية دفعة من الأطباء إلى غزة للمشاركة في عمليات العناية الطبية، كما أرسلت منظمة الهلال الأحمر العربي السوري أربع قوافل من المواد الغذائية والطبية والإغاثية. |
| قطر             | أعلنت قطر في تاريخ 16 يناير 2009 عن تجميد علاقاتها الدبلوماسية مع إسرائيل. |
| موريتانيا       | أعلنت موريتانيا في تاريخ 16 يناير 2009 عن تجميد علاقاتها الدبلوماسية مع إسرائيل. |

### ردود الفعل الشعبية
| شعب دولة         | رد الفعل |
| ---------------- | --- |
| الأردن           | قامت عدة أحزاب وتجمعات سياسية ونقابية وطلابية أردنية بتنظيم المظاهرات التي خرجت بالألاف أمام السفارة الإسرائيلية والمصرية وأمام رئاسة مجلس الوزراء ومجمع النقابات وفي مخيمات اللجوء الفلسطيني، كما شملت هذه المظاهرات معظم جامعات المملكة. وتم فتح عدة مراكز للتبرع بالدم والاموال في جميع المدن الأردنية، كما تم نصب الخيام بالقرب من السفارة الإسرائيلية احتجاجاً على وجود السفير في عمان. وفي سابقة لم يشهدها مجلس النواب الأردني في تاريخه قام عدة نواب بحرق العلم الإسرائيلي تحت قبة البرلمان في حين قدم 88 برلماني مشروع بيان بقطع العلاقات مع إسرائيل وبطرد السفير الإسرائيلي من عمان. |
| مصر              | تجمع نحو عشرين ألف متظاهر في المنطقة المحيطة بنقابتي الصحفيين والمحامين ودار القضاء العالي وسط القاهرة يتقدمهم مرشد الإخوان محمد مهدي عاكف ونواب ورؤساء أحزاب وحركات احتجاج سياسية. كما ابدى الإخوان المسلمون تضامناً واضحاً مع دعوة أمين حزب الله حسن نصر الله المصريين للنزول بالملايين إلى الشوارع للتعبير عن رفضهم الموقف "المتواطئ" من الحكومة المصرية، وفتح معبر رفح بالقوة. |
| لبنان            | شهدت معظم المدن اللبنانية ومخيمات اللجوء الفلسطيني تظاهرات شعبية شارك فيها الآلاف. وكان التجمع الحاشد امام مجمع سيد الشهداء في الضاحية الجنوبية. كذلك طالب المتظاهرون امام السفارة المصرية ببيروت برفع الحصار وفتح معبر رفح. |
| سوريا            | شهدت مدن سورية مظاهرات بالالاف تضامنا مع غزة، كما في دمشق وحلب ودرعا. |
| العراق           | شهدت بغداد ومحافظة النجف تظاهرات حاشدة استنكاراً للهجوم الإسرائيلي على غزة كما عبرت شخصيات دينية وسياسية عن استنكارها ورفضها لهذا الهجوم وطالبت المجتمع الدولي بوضع حد لهذه الانتهاكات. كما شهدت مدن الموصل وسامراء والفلوجة تظاهرات مشابهة نصرة للفلسطينيين. |
| الكويت           | شهدت ساحة الإرادة في العاصمة الكويت مظاهرة حاشدة هي الأولى من نوعها من حيث حجمها ومستوى الشخصيات والمطالبات الذي ذكرت فيها، شارك فيها المئات من الكويتيين والمقيمين من مختلف الجنسيات تنديدا بالهجوم الإسرائيلي على قطاع غزة. |
| البحرين          | في المنامة تظاهر نحو 2500 شخص يوم السبت لليوم الرابع على التوالي في عاصمة المملكة البحرينية احتجاجاً على استمرار الهجمات الإسرائيلية على قطاع غزة. |
| السعودية         | الملك عبد الله يوجه بإطلاق حملة تبرعات شعبية عاجلة لدعم أهالي غزة |
| اليمن            | اقتحم متظاهرون بمدينة عدن جنوبي البلاد مبنى القنصلية المصرية وحطموا بعض محتوياتها احتجاجاً على موقف الحكومة المصرية تجاه غزة. وقال مصدر أمني يمني إن عشرين شخصاً من جنسيات عربية شاركوا في الاقتحام تم اعتقالهم. وشهدت اليمن لليوم الثالث على التوالي فعاليات احتجاجية أخرى شارك فيها عشرات الآلاف في كل من تعز والجوف ومأرب وشبوه وذلك للتعبير عن التضامن مع قطاع غزة، والمطالبة بتدخل دولي وعربي لوقف الهجمات على القطاع. |
| المغرب           | نزل أزيد من مليون مغربي، صباح يوم 4 يناير 2009، إلى شوارع الرباط للاحتجاج على العدوان الإسرائيلي على قطاع غزة، وردد المتظاهرون الذين ينتمون إلى مختلف الشرائح الاجتماعية، والهيئات السياسية شعارات تطالب بوقف العدوان وتندد بالتخاذل العربي. وانطلقت المسيرة الحاشدة في الساعة الحادية عشرة صباحاً من ساحة باب الحد بالرباط، بمشهد قام خلاله المحتجون بالمشي على علم إسرائيلي كبير، تم فرشه على الأرض. |
| ليبيا            | شهدت طرابلس ومدن ليبية أخرى مظاهرات حاشدة ندد فيه المتظاهرون بالتقصير العربي وطالبوا بسحب المبادرة العربية، كما هاجم بعض المتظاهرين السفارة المصرية ورشقوها بالحجارة. |
| السودان          | خرج عشرات الآلاف في الخرطوم، مطالبين بفك الحصار وفتح معبر رفح واتخاذ موقفٍ عربي حازم ضد الهجوم. |
| موريتانيا        | نددت الأحزاب السياسية الموريتانية بما يحدث وطالبت المجتمع الدولي بالتدخل لوقف ما وصفته بـ "الجنون والعربدة الإسرائيلية". وطالب رئيس مجلس النواب الموريتاني في بيان أصدره حزبه اليوم بطرد السفير الإسرائيلي، وبدعم الشعب الفلسطيني في مقاومته وصموده أمام "بطش وتنكيل قوات الاحتلال". من جهة ثانية خرج الآلاف من طلاب جامعة نواكشوط في مظاهرة توجهت إلى مقر البرلمان الموريتاني، مرددة شعارات قوية مناوئة لإسرائيل، ومنددة بشدة بصمت الحكام العرب، ومطالبة أيضا بقطع العلاقات الدبلوماسية معها. |
| إسرائيل          | قامت مجموعة من 300 شخص من اليساريين بالتظاهر في شوارع تل أبيب ضد إبادة الفلسطينيين في غزة، وحملوا لافتات كتب عليها: "حكومة إسرائيل ترتكب جريمة حرب" وغيرها، كما شارك الالاف من عرب 48 في مظاهرات عمت المدن العربية داخل إسرائيل نصرة لغزة. كانت أكبرها مظاهرة قطرية في مدينة سخنين دعت لها لجنة المتابعة وقدّر منظمو المظاهرة عدد المشاركين بـ 150 ألف شخص بينما صرحت الشرطة أن عدد المتظاهرين لم يتجاوز الأربعين ألفا. |
| تركيا            | تظاهر في مدينة إسطنبول التركية آلاف المواطنين حاملين العلم الفلسطيني، واللافتات المؤيدة لأهل غزة والمنددة بالهجوم. |
| هولندا           | شارك نحو ثلاثمائة شخص في مظاهرة في شوارع أمستردام الذين احتشدوا في الميدان العام الذي يعتبر الأكبر بالمدينة، كما رفع المتظاهرين العلم الفلسطيني واللافتات المنددة بالهجوم. |
| بلجيكا           | اعتصم أكثر من مائة شخص في قلب العاصمة البلجيكية بروكسل، مستهجنين الغارات الإسرائيلية المتواصلة ومنددين بالقتل الجماعي للمواطنين الفلسطينيين. |
| أيرلندا          | شهدت العاصمة الأيرلندية دبلن اعتصاماً مماثلاً ضد الحملة التي تشنها القوات الإسرائيلية على قطاع غزة حيث ندد المعتصمون بالغارات والحصار، واصفين ما يجري بأنه جرائم حرب. |
| المملكة المتحدة  | قرّرت منظمات أهلية وتجمعات غير حكومية تنظيم سلسلة من الفعاليات والاعتصامات الاحتجاجية قبالة مقرّ السفارة الإسرائيلية في لندن، تنديداً بالهجوم الجاري على قطاع غزة. |
| اليونان          | استنكرت أحزاب وقوى يونانية عديدة الضربات الإسرائيلية في قطاع غزة، وطالبت بالوقف الفوري لها ورفع الحصار عن الشعب الفلسطيني داعية المجتمع الدولي والجامعة العربية إلى تحمل مسؤولياتهم. وقد قام الآلاف خرجوا في تظاهرات حاشدة جابت الشوارع الرئيسة في العاصمة اليونانية. ورفع المتظاهرون الأعلام الفلسطينية والعربية، كما أحرقوا العلمين الإسرائيلي والأميركي مرات عديدة، بينما حالت الإجراءات الأمنية التي اتخذتها قوات الأمن دون وصولهم قرب مبنى السفارة الإسرائيلية. |
| النمسا           | أعلن المجمع الإسلامي الثقافي بالنمسا أنّ العالم يشاهد حالياً مجازر مروِّعة بحق شعب أعزل، والعالم الحرّ لا يسعه أن يقف مكتوف اليدين إزاء هذا الهجوم "ولذا فلا بد من تحرّكات عاجلة تمليها المسؤولية الأخلاقية والإنسانية". |
| إيران            | أبدت قوات التعبئة (البسيج) استعدادها لتشكيل جيش العالم الإسلامي للدفاع عن الشعب الفلسطيني، متهمة قوى بعينها بالتواطؤ على ما يجري في قطاع غزة. 1. تظاهرات في طهران ضد جرائم الصهاينة في غزة. شارك عشرات الآلاف من المواطنين الإيرانيين اليوم في طهران وسائر المدن الإيرانية في تظاهرات احتجاجية تندد بالهجوم الإسرائيلي على غزة. 2. البرلمان الإيراني يلزم الحكومة بدعم الشعب الفلسطيني حتى ينال حقوقه 3. اليهود الإيرانيون ينفذون تجمعا احتجاجيا امام مكتب الأمم المتحدة في طهران 4. اقتحام أحد مبانی السفارة البریطانیه بطهران من قبل الطلاب الایرانیین 5. تجمع الاستشهاديين احتجاجا على العمليات الإسرائيلية في غزة 6. آيه الله نوري همداني يدين "جرائم" إسرائيل في غزه 7. 500 من طلبة العلوم الدينية ينضمون إلى المعتصمين فی مطار طهران لارسالهم إلى غزة 8. تقديم نعش إلى السفير البريطاني في طهران 9. تعيين جائزة بمليون دولار لاعدام حسني مبارك |
| اليابان          | تظاهر نحو 200 شخص في 30 ديسمبر في طوكيو رفضاً للغارات الجوية الإسرائيلية على قطاع غزة ودعوا الحكومة اليابانية إلى ممارسة ضغوط على إسرائيل لوقف عمليات القصف. وحمل المتظاهرون وروداً وشموعاً وأقاموا الصلاة أمام مبنى السفارة الإسرائيلية حيث قرع راهب بوذي جرسه حزناً على أرواح القتلى. |
| ألمانيا          | خرج آلاف الفلسطينيين والعرب ومعهم ألمان متعاطفون مع سكان غزة إلى شوارع العاصمة الألمانية للتنديد بالهجمات الإسرائيلية على غزة. وطالب المتظاهرون الدول العربية باتخاذ موقف أكثر حزما ضد إسرائيل، كما طالبوا الدول الغربية بعدم النظر إلى إسرائيل على أنها الضحية. |
| إندونيسيا        | في جاكرتا، قام مئات من الطلبة الإندونيسيين بمسيرة جابت شوارع العاصمة جاكرتا تنديداً بالغارات الإسرائيلية على غزة. ولوح المتظاهرون بالأعلام الفلسطينية، كما رفعوا لافتات تدعو إلى محو إسرائيل من خريطة العالم، ورددوا شعارات تنعت إسرائيل بالإرهاب والوحشية. |
| أوكرانيا         | مئات الأشخاص من العرب والمسلمين المقيمين والمحليين تجمعوا مساء أمس في جميع المراكز الثقافية الإسلامية والجمعيات الاجتماعية والدينية في البلاد لأداء صلاة الغائب على أرواح ضحايا غزة وتقديم التعازي. |
| السويد           | في ستوكهولم تجمع زهاء الألف متظاهر في أحد الميادين الرئيسية قبل المسير إلى السفارة الإسرائيلية. قام المتظاهرون ومعظمهم من المهاجرين المسلمين بحمل الافتات صارخين "أغلقوا السفارة" "إسرائيل قتلة" "الصمود لغزة"، وأشعلوا النار في علم إسرائيل. |
| الدنمارك         | ألقت الشرطة الدانماركية القبض على متظاهر كان قد رشق أحد أفراد الشرطة بقنبلة بنزين. تزعم الشرطة أن المسيرة استقطبت حوالي 700 شخص بينما يقول المنظمون أن الرقم أقرب إلى 2000 شخص. |
| فرنسا            | في باريس تجمع حوالي 200 شخص في شامب إليزيه بينما تجمع قرابة الـ 1300 شخص آخر في المنطقة الشمالية من بارب ذات الكثافات العالية من الشمال إفريقيين الذين انضموا لأخوانهم في مسيرة ضد إسرائيل. |
| إسبانيا          | في مدريد تجمع مئات المتظاهرين أمام السفارة الإسرائيلية حاملين لافتات مكتوب عليها "إسرائيل إرهابية" "أوقفوا الإرهاب" "لا للهولوكوست الفلسطيني". |
| الولايات المتحدة | شهدت نيويورك على مدى اليومين الماضيين تظاهرات عارمة تستنكر الهجوم الإسرائيلي على الشعب الفلسطيني في غزة وتنعت قادة (إسرائيل) بالمجرمين القتلة. |

### ردود فعل من المشاهير
طالب عدد من أبرز نجمات السينما الأمريكية بينهن سلمى حايك وشارون ستون وويتني هيوستن وبروك شيلدز شركة ليفايف العالمية لتجارة الماس برفع صورهن الموضوعة على موقع متاجر ليفايف على الإنترنت، بسبب تورط الشركة، المملوكة للملياردير الأمريكي اليهودي ليف ليفايف، في تمويل عمليات بناء المستوطنات الإسرائيلية في الأراضي الفلسطينية المحتلة.